# American Apparel
American Apparel är ett amerikanskt klädföretag grundat 1989 av kanadensaren Dov Charney. Det är mest känt för dess basic-kollektion som innefattar enfärgade t-shirts och underkläder. På senare år har de även börjat tillverka leggings, klänningar, byxor och accessoarer.
Under 2013-2014 fick företaget kritik, inklusive anmälningar till Reklamombudsmannen, för sexistisk reklam